# Luxusweibchen (1925)
Luxusweibchen ist eine deutsche Stummfilmkomödie aus dem Jahre 1925 von Erich Schönfelder mit Lee Parry, Hans Albers, Olaf Fjord und Lia Eibenschütz in den Hauptrollen. Der Geschichte liegt der Roman Der Fall Moser von Ola Alsen, die auch am Drehbuch beteiligt gewesen war, zugrunde.

## Handlung
Harriet von Randow ist die verschwendungssüchtige Gattin von Kurt. Sie liebt die großen Feste und das Tragen prachtvoller Kleider, die gesellschaftliche Präsenz in Saus und Braus ist ihr sehr wichtig. Kurt hat, um das Leben seines Luxusweibchen finanzieren zu können, finanziell hochriskante Transaktionen getätigt und ist überdies auch noch der Spielsucht verfallen. Als Harriet erfährt, wie es um die häuslichen Finanzen steht und dass ein Ruin kaum mehr abwendbar ist, versucht sie zu retten, was zu retten ist und versilbert ihr restliches Vermögen in Gestalt von Schmuck und anderen Wertsachen. Doch es ist bereits zu spät, und Gatte Kurt will trotz dem Damoklesschwert, das über dem Ehepaar schwebt, auch weiterhin nicht von seinen Gewohnheiten lassen. Er fälscht sogar einen Wechsel. Als dies auffliegt, macht er sich eiligst aus dem Staub. Harriet hat bereits zuvor begriffen, dass es mit diesem Mann keine Zukunft gibt und sieht ein, dass sie es mit ehrlicher Arbeit versuchen muss.
Ihr erster Versuch, als Erzieherin zweier verwahrloster Töchter eines Bankiers zu reüssieren, ist von wenig Erfolg gekrönt. Erst als sie im Modehaus von Wolfgang Rainer, wo sie einst ihre teuren Kleider bezogen hatte, auftaucht, ändert sich Harriets Schicksal. Herr Rainer erweist sich als äußerst freundlich und ist gern bereit, seiner einst besten Kundin unter die Arme zu greifen, in dem er ihr einen Posten als seine rechte Hand verschafft. Bald verstehen sich die beiden auch zwischenmenschlich sehr gut, und aus dem verheirateten Wolfgang und Harriet wird ein Paar. Auch Rainers Gattin ist ein Luxusweibchen, und die findet wiederum ausgerechnet mit dem Pleitier Kurt zusammen. Rainer ist nicht unglücklich, seine Frau loszuwerden, hatte sie doch mit ihrer Verschwendungssucht das Modehaus an den Rand des Ruins geführt. Durch Harriets Tüchtigkeit kann eine Pleite abgewendet werden, und zwei neue Paare haben sich gefunden.

## Produktionsnotizen
Luxusweibchen entstand im Frühjahr 1925 und passierte die Filmzensur am 18. April desselben Jahres. Die Uraufführung fand zwei Tage später in Berlins Marmorhaus statt. Der Sechsakter besaß eine Länge von 2179 Meter.
Jacques Rotmil und Siegfried Wroblewsky gestaltete die Filmbauten.
Produzent Richard Eichberg, der auch die künstlerische Oberleitung innehatte, war mit der Hauptdarstellerin Lee Parry verheiratet.

## Kritiken
Wiens Kino-Journal meinte: „Viele köstlich dem wirklichen Leben abgelauschte Episodenfiguren geben dieser durchaus geschmackvoll inszenierten Angelegenheit ein lebhaftes Brio.“
Der Filmbote konstatierte knapp: „Sehr gut und lustig inszeniert, prachtvolle Aufnahmen in Wien und Mönichkirchen“.
Die sozialistische Arbeiter Zeitung ließ hingegen kein gutes Haar an der realitätsfernen Story. Dort heißt es: „Diese immer mit unendlicher Salbung vorgetragene alte Geschichte ist hier nichts weniger als glaubhaft, und psychologisch gar nicht folgerichtig; Lee Parry ist … als verschwenderisches „Luxusweibchen“ ebenso unbedeutend und ausdruckslos wie später als veredelte Frau. (…) Lia Eibenschütz steht in dieser reichlich langweiligen, viereckigen Geschichte auf ganz falschem Posten. (…) Die Regie ist recht oberflächlich und schlägt ein viel zu schleppendes Tempo ein. Außerdem ist sie schlampig. Da sieht man bei Autofahrten durch das rückwärtige Fenster Berliner Ansichten, vorn Wiener Straßenbilder …“